# Biblioteca Nazionale Braidense
Die Biblioteca Nazionale Braidense (auch Biblioteca di Brera genannt) ist eine italienische Nationalbibliothek in Mailand. Sie befindet sich im Stadtteil Brera, im Palazzo di Brera, an der Via di Brera 28. In diesem Gebäudekomplex sind weitere bedeutende wissenschaftliche und kulturelle Einrichtungen untergebracht, darunter das Osservatorio Astronomico di Brera und die Pinacoteca di Brera.
Die Biblioteca Nazionale Braidense ist eine der größten Bibliotheken Italiens.  Sie untersteht dem italienischen Kulturministerium.
Die Bezeichnung Braidense bezieht sich auf Braia, den mittelalterlichen Ortsnamen, der dann zu Brera wurde.

## Geschichte
Die Braidense wurde im Jahr 1770 als Imperialis Regia Bibliotheca Mediolanensis von Kaiserin Maria Theresia gegründet, die seinerzeit auch über das Herzogtum Mailand herrschte. Die Kaiserin hielt die 1602 gegründete Biblioteca Ambrosiana, die wegen ihrer mittelalterlichen Handschriften und Dokumente bekannt war, hinsichtlich modernerer Druckerzeugnisse für nicht ausreichend. Erster Bibliothekar wurde Giuseppe Allegranza. Die neue Bibliothek wurde 1786 im Palazzo di Brera für die Allgemeinheit geöffnet. Den Palazzo, lange Zeit Sitz eines Jesuitenkollegs, hatte man nach der Aufhebung des Jesuitenordens im Jahr 1773 übernommen.
Die neue Bibliothek entstand auf der Grundlage der Büchersammlung (24.000 Bände) des Grafen Carlo Pertusati und der Jesuitenbibliotheken Braidense, San Fedele und San Girolamo. In den folgenden Jahren kamen weitere Privatsammlungen dazu, darunter die des Schweizer Arztes Albrecht von Haller und die des Kardinals Angelo Maria Durini, aber auch Bestände aus anderen aufgelösten Ordensgemeinschaften und Duplikate aus der Wiener Hofbibliothek. Der Mailänder Pflichtexemplarerlass vom 30. April 1788 trug dann wesentlich zum weiteren Ausbau des Bestandes bei. Er galt zunächst nur für das Herzogtum, in der ersten Hälfte des folgenden Jahrhunderts dann im Königreich Lombardo-Venetien.
Nach der Einigung Italiens im Jahr 1861 erhielt die Biblioteca Braidense 1880 den Status einer „Nationalbibliothek“. Dabei handelte es sich um eine Auszeichnung, die mehrere bedeutende Bibliotheken Italiens erhielten. Nur die „Zentralen Nationalbibliotheken“ in Florenz und Rom übernahmen die Rolle einer wirklichen Nationalbibliothek mit italienweitem Pflichtexemplarrecht. Letzteres ist im Fall der Braidense bis heute regional begrenzt.

## Bestände
Der Bestand der Bibliothek belief sich im Jahr 2013 auf rund 1.500.000 Bände, 23.000 Periodika (4.500 laufende), über  2.100 Manuskripte, rund 2.400 Inkunabeln und 25.000 Drucke des 16. Jahrhunderts, 40.000 Autographen, 30.000 Mikrofilme, 120.000 Microfiche, 5.200 Fotos aus der Zeit vor 1950, 2.000 Diapositive, 50.000 Fotonegative sowie Landkarten und Zeichnungen. Bei der Bibliothek befindet sich unter anderem das Musikarchiv Archivio Storico Ricordi. Eine musikalische Forschungsstelle wurde beim Conservatorio Giuseppe Verdi angesiedelt, die Mediathek befindet sich in der ehemaligen Kirche Santa Teresa.